# Iophon semispinosum
Iophon semispinosum är en svampdjursart som beskrevs av Patricia R. Bergquist 1961. Iophon semispinosum ingår i släktet Iophon och familjen Acarnidae.
Artens utbredningsområde är havet kring Nya Zeeland. Inga underarter finns listade i Catalogue of Life.